# Truxtun Hare
Truxtun Hare (Thomas Truxtun „Trux“ Hare; * 12. Oktober 1878 in Philadelphia, Pennsylvania; † 2. Februar 1956 in Radnor, Pennsylvania) war ein US-amerikanischer interdisziplinärer Sportler, der international als Leichtathlet und Medaillengewinner bei den Olympischen Spielen bekannt wurde.
Sein ungewöhnlicher zweiter Vorname, der in manchen Veröffentlichungen auch als Truxton publiziert wird, geht auf den namhaften amerikanischen Kommodore Thomas Truxtun zurück. Hieraus leitet sich auch der Spitzname „Trux“ ab.
Hare besuchte zunächst die St. Mark’s School in Massachusetts, bevor er zum Studium an die University of Pennsylvania ging. Er war ein ausgesprochen vielseitig interessierter und sehr sozial engagierter Mensch, betätigte sich als Schriftsteller, Maler und Theaterkünstler ebenso, wie als Leiter verschiedener Musik- und Freundeskreise. Schon in frühen Jahren erhielt er diverse Ehrenmedaillen und Ehrenmitgliedschaften von gesellschaftlichen Vereinen und Logen.
Neben seiner allgemeinen Vielseitigkeit verfügte Hare über ein natürliches sportliches Talent. Er spielte für das Team der Universität im Cricket und im American Football, zuletzt sogar als Mannschaftskapitän. Vier Jahre in Folge wählte man ihn ins All American Football Team. Nebenbei versuchte er sich im Bogenschießen, im Wurfscheibenschießen und im Golf. Seine größten sportlichen Erfolge errang er jedoch in der Leichtathletik.
Als Leichtathlet war er ebenso vielseitig, wie in seinem übrigen Leben. Er betätigte sich als Läufer, Springer und Werfer. Seine Stärken lagen jedoch in den Wurf- und Stoßdisziplinen. Bei den Olympischen Spielen 1900 in Paris, zu denen die Universität von Pennsylvania ihre besten Athleten entsandte, beteiligte er sich in den Wettbewerben Kugelstoßen, Diskuswurf und Hammerwurf, errang jedoch nur im Hammerwurf mit dem zweiten Platz eine Medaille. Bei den Olympischen Spielen 1904 in St. Louis war Hare der ideale Sportler für den Allround-Wettbewerb, einem Vorläufer des heutigen Zehnkampfs, wo er den dritten Platz belegte.
Platzierungen bei den Olympischen Spielen:
- II. Olympische Sommerspiele 1900, Paris
  - Hammerwurf – Silber mit 46,25 m (Gold an John Flanagan aus den USA mit 49,73 m; Bronze an Josiah McCracken aus den USA mit 42,46 m)
  - Kugelstoßen – Achter im mit 10,92 m (Gold an Richard Sheldon aus den USA mit 14,10 m)
  - Diskuswurf – ohne gültige Weite
- III. Olympische Sommerspiele 1904, St. Louis
  - Zehnkampf – Bronze mit 5813 Punkte (Gold an Tom Kiely aus dem Vereinigten Königreich mit 6036 Punkte; Silber an Adam Gunn aus den USA mit 5907 Punkte)

Hare war auch Mitglied der US-amerikanischen Mannschaft im Tauziehen, die einen Wettkampf gegen ein skandinavisches Team, bestehend aus Schweden und Dänen, bestritt. Man gewann diesen Wettkampf, allerdings stellte sich heraus, dass dicht um sie herum einige Kameraden standen, die eine drohende Niederlage dadurch verhinderten, dass sie in den Kampf eingriffen. Der Kampf wurde als Schaukampf bzw. private Begegnung angesehen und offiziell nicht gewertet. Dennoch ist in manchen Veröffentlichungen dieser Kampf mit dem Gewinn einer Goldmedaille gleichgesetzt, weshalb Hare fälschlicherweise auch häufig als Olympiasieger bezeichnet wird.
Hare beendete sein Studium an der Universität von Pennsylvania als Jurist. Er praktizierte bis 1941 und hatte Mandate bei mehreren Großunternehmen. Durch seine Arbeit und durch sein übriges soziales und menschenfreundliches Engagement errang er in seiner Heimatstadt Philadelphia ein sehr hohes Ansehen. Er bekleidete diverse Ämter, u. a. war er leitender Direktor eines örtlichen Krankenhauses sowie Gemeindevertreter und Vorsteher seiner Kirchengemeinde. Mit seinen literarischen Fähigkeiten schrieb er 8 Jugendbücher und war Mitglied bei verschiedenen Literaturvereinigungen. Auf zahlreichen Ausstellung war er mit Malereien und Skulpturen vertreten.
Sein sportliches Interesse galt im Alter vornehmlich dem Bogenschießen, so lag es nahe, dass er Präsident des ältesten Bogenschützenvereins der USA wurde, dem United Bowmen of Philadelphia. Fünf Jahre vor seinem Tod wurde er in die College Football Hall of Fame aufgenommen.